# 2007 en jeu vidéo
 (octobre 2019).
Si vous disposez d'ouvrages ou d'articles de référence ou si vous connaissez des sites web de qualité traitant du thème abordé ici, merci de compléter l'article en donnant les références utiles à sa vérifiabilité et en les liant à la section « Notes et références ».
Cet article présente les faits marquants de l'année 2007 concernant le jeu vidéo.

## Événements
- Fin février : Arrêt de la production de la GameCube par Nintendo.
- 11 au 13 juillet : E3 2007 à Santa Monica.
- 31 octobre : Arrêt définitif du support des consoles NES, Super Nintendo, Nintendo 64, Game Boy et Game Boy Pocket par Nintendo.

## Principales sorties de jeux

### Japon
| 18 janvier   | Etrian Odyssey                         | Nintendo DS   |
| 8 février    | Virtua Fighter 5                       | PlayStation 3 |
| 24 mai       | Forza Motorsport 2                     | Xbox 360      |
| 1er novembre | Super Mario Galaxy                     | Wii           |
| 15 novembre  | Resident Evil: The Umbrella Chronicles | Wii           |
| 22 novembre  | Dragon Quest IV : L'Épopée des élus    | Nintendo DS   |
| 13 décembre  | Gran Turismo 5 Prologue                | PlayStation 3 |
| 13 décembre  | We Love Golf                           | Wii           |

### États-Unis
| 16 janvier  | World of Warcraft: The Burning Crusade          | Windows                          |
| 13 mars     | God of War II                                   | PlayStation 2                    |
| 20 mars     | Force de Défense Terrestre 2017                 | Xbox 360                         |
| 22 mars     | STALKER: Shadow of Chernobyl                    | Windows                          |
| 23 mars     | Resistance: Fall of Man                         | PlayStation 3                    |
| 26 mars     | Command and Conquer 3 : Les Guerres du Tiberium | Windows                          |
| 24 mai      | WarTech: Senko no Ronde                         | Xbox 360                         |
| 26 juin     | Overlord                                        | Windows, Xbox 360                |
| 21 août     | BioShock                                        | Xbox 360, Windows                |
| 30 octobre  | TimeShift                                       | PlayStation 3, Xbox 360, Windows |
| 31 octobre  | Manhunt 2                                       | PlayStation 2, PSP, Wii          |
| 6 novembre  | Gears of War                                    | Windows                          |
| 13 novembre | Rayman contre les lapins encore plus crétins    | Wii, Nintendo DS                 |
| 16 novembre | Crysis                                          | Windows                          |
| 19 novembre | Link's Crossbow Training                        | Wii                              |
| 20 novembre | Kane and Lynch: Dead Men                        | Windows, Xbox 360                |
| 20 novembre | Mass Effect                                     | Xbox 360                         |
| 23 novembre | Rock Band                                       | PlayStation 3                    |

### Europe
| 26 janvier   | Star Fox Command                             | Nintendo DS                                          |        |
| 8 février    | Ōkami                                        | PlayStation 2                                        |        |
| 16 février   | Mario Slam Basketball                        | Nintendo DS                                          |        |
| 22 février   | Final Fantasy XII                            | PlayStation 2                                        | France |
| 23 mars      | Ridge Racer 7                                | PlayStation 3                                        |        |
| 13 avril     | Prince of Persia : Les Deux Royaumes         | Wii                                                  |        |
| 20 avril     | F.E.A.R.                                     | PlayStation 3                                        | Europe |
| 11 mai       | Picross DS                                   | Nintendo DS                                          |        |
| 25 mai       | Crush                                        | PSP                                                  |        |
| 25 mai       | Mario Strikers Charged Football              | Wii                                                  |        |
| 8 juin       | Halo 2 (pour Windows Vista)                  | Windows                                              |        |
| 15 juin      | Colin McRae: Dirt                            | Xbox 360                                             |        |
| 29 juin      | Resident Evil 4 Wii Edition                  | Wii                                                  |        |
| 24 août      | MotoGP '07                                   | Xbox 360, Windows                                    |        |
| 29 août      | BioShock                                     | Xbox 360, Windows                                    |        |
| 14 septembre | Super Paper Mario                            | Wii                                                  |        |
| 14 septembre | Sonic Rush Adventure                         | Nintendo DS                                          |        |
| 26 septembre | Halo 3                                       | Xbox 360                                             |        |
| 10 octobre   | The Orange Box                               | Windows (via la plateforme Steam)                    |        |
| 18 octobre   | The Orange Box                               | Windows, Xbox 360                                    | France |
| 19 octobre   | The Legend of Zelda: Phantom Hourglass       | Nintendo DS                                          |        |
| 23 octobre   | The Eye of Judgment                          | PlayStation 3                                        |        |
| 25 octobre   | Sherlock Holmes contre Arsène Lupin          | Windows, PC                                          |        |
| 26 octobre   | Pro Evolution Soccer 2008                    | PlayStation 2, PlayStation 3, Windows, Xbox 360      |        |
| 26 octobre   | Metroid Prime 3: Corruption                  | Wii                                                  |        |
| 26 octobre   | Clive Barker's Jericho                       | PlayStation 3, Xbox 360, Windows                     |        |
| 26 octobre   | The Witcher                                  | Windows                                              |        |
| 1er novembre | Need for Speed: ProStreet                    | PlayStation 2, PlayStation 3, Wii, Windows, Xbox 360 |        |
| 2 novembre   | Hellgate: London                             | Windows                                              |        |
| 2 novembre   | Bladestorm                                   | Windows                                              |        |
| 2 novembre   | Naruto: Rise of a Ninja                      | Xbox 360                                             |        |
| 8 novembre   | Sam & Max: Ice Station Santa                 | Windows                                              |        |
| 8 novembre   | La Légende de Beowulf                        | Windows                                              |        |
| 9 novembre   | Call of Duty 4: Modern Warfare               | Xbox 360, PlayStation 3, Windows                     |        |
| 9 novembre   | Gears of War                                 | Windows                                              |        |
| 9 novembre   | Lair                                         | PlayStation 3                                        |        |
| 9 novembre   | Ratchet and Clank : Opération Destruction    | PlayStation 3                                        |        |
| 9 novembre   | Dragon Ball Z: Budokai Tenkaichi 3           | PlayStation 2, Wii                                   |        |
| 9 novembre   | WWE SmackDown vs. Raw 2008                   | PlayStation 2, PlayStation 3, Xbox 360, Wii et DS    |        |
| 15 novembre  | Soldier of Fortune: Payback                  | Windows                                              |        |
| 15 novembre  | SimCity Sociétés                             | Windows                                              |        |
| 15 novembre  | Assassin's Creed                             | PlayStation 3, Xbox 360                              |        |
| 16 novembre  | Super Mario Galaxy                           | Wii                                                  |        |
| 16 novembre  | Crysis                                       | Windows                                              |        |
| 16 novembre  | Jackass: le jeu                              | PlayStation 2, PSP                                   |        |
| 16 novembre  | Empire Earth III                             | Windows                                              |        |
| 16 novembre  | BlackSite                                    | Xbox 360, Windows.                                   |        |
| 16 novembre  | Rayman contre les lapins encore plus crétins | Wii                                                  |        |
| 16 novembre  | WWE SmackDown vs. Raw 2008                   | PSP                                                  |        |
| 23 novembre  | Enemy Territory: Quake Wars                  | Xbox 360, PlayStation 3                              |        |
| 23 novembre  | Guitar Hero 3: Legends of Rock               | Xbox 360, PlayStation 2, PlayStation 3, Wii          | France |
| 23 novembre  | Mass Effect                                  | xbox 360                                             |        |
| 23 novembre  | Supreme Commander: Forged Alliance           | Windows                                              |        |
| 23 novembre  | Warhammer 40.000 Squad Command               | Windows                                              |        |
| 30 novembre  | Resident Evil: The Umbrella Chronicles       | Wii                                                  |        |
| 30 novembre  | Guitar Hero 3: Legends of Rock               | Windows                                              | France |
| 6 décembre   | Lost Odyssey                                 | Xbox 360                                             |        |
| 7 décembre   | Tomb Raider: Anniversary                     | PlayStation 2, Wii                                   |        |
| 7 décembre   | Uncharted: Drake's Fortune                   | PlayStation 3                                        |        |
| 7 décembre   | SingStar                                     | PlayStation 3                                        |        |
| 14 décembre  | SingStar Pop Hits 2                          | PlayStation 2                                        |        |